# Asota
Asota es un  género de lepidópteros perteneciente a la familia Erebidae. Es originario de África, Asia y Madagascar.

## Especies
- Asota albiformis Swinhoe, 1892
- Asota albivena Walker, 1864
- Asota alienata Walker, 1864
- Asota antennalis Rothschild, 1897
- Asota australis Boisduval, 1832
- Asota avacta Swinhoe, 1892
- Asota brunnescens Nieuwenhuis, 1948
- Asota caledonica Holloway, 1979
- Asota canaraica Moore, 1878
- Asota caricae Fabricius, 1775
- Asota carsina Swinhoe, 1906
- Asota chionea Mabille, 1878
- Asota circularis Reich, 1938
- Asota clara Butler, 1875
- Asota comorana Aurivillius, 1909
- Asota concinnula Mabille, 1878
- Asota concolora Swinhoe, 1903
- Asota contorta Aurivillius, 1894
- Asota darsania Druce, 1894
- Asota diana Butler, 1887
- Asota diastropha Prout, 1918
- Asota dohertyi Rothschild, 1897
- Asota egens (Walker, 1854)
- Asota eusemioides Felder, 1874
- Asota fereunicolor Toulgoët, 1972
- Asota fulvia Donovan, 1805
- Asota heliconia (Linnaeus, 1758)
- Asota heliconioides Moore, 1878
- Asota iodamia Herrich Schäffer, 1854
- Asota isthmia Walker, 1856
- Asota javana Cramer, [1780]
- Asota kageri Kobes, 1988
- Asota kinabaluensis Rothschild, 1896
- Asota orbona Vollenhoven, 1863
- Asota paliura Swinhoe, 1893
- Asota paphos (Fabricius, 1787)
- Asota plagiata Walker, 1854
- Asota plaginota Butler, 1875
- Asota plana Walker, 1854
- Asota producta (Butler, 1875)
- Asota sericea Moore, 1878
- Asota spadix Swinhoe, 1901
- Asota speciosa
- Asota strigosa Boisduval, 1832
- Asota subsimilis Walker, 1864
- Asota suffusa Snellen, 1891
- Asota sulawesiensis Zwier, 2007
- Asota tigrina Butler, 1882
- Asota tortuosa Moore, 1872
- Asota trinacria Semper, 1899
- Asota woodfordi Druce, 1888